# Tilda Johansson
Tilda Johansson, född 14 juli 1999, är en svensk före detta skidskytt och längdskidåkare, som tävlade för Anundsjö SKG och Skorpeds SK. Johansson har tävlat i både skidskytte och längdskidåkning men satsade på skidskytte och var medlem i landslagets utvecklingslandslag säsongen 2020/2021. Johansson debuterade i världscupen 21 januari 2021 med att bli 59:a i distansen i Antholz.
Internationellt fick Johansson sitt genombrott när hon tog flera topp 10 placeringar i båda sina första internationella seniortävlingar i IBU-cupen. Hon vann SM-guld i Idre 12 november, 2022 i kortdistans. Johansson vann IBU-cupen 2023 och får därmed friplats till flera världscuptävlingar.
Efter att inlett tävlade under säsongen 2023/2024 meddelade Tilda Johansson den 9 januari 2024 att hon tar en paus från skidskytte på obestämd tid. 
17 december 2024 meddelade hon att elitsatsningen avslutas, då hon inte ser en framtid i sporten. Hon kommer spela fotboll för Domsjö i division 2.

## Resultat

### Ställning i världscupen
| Säsong  | Totalt | Totalt | Distans | Distans | Sprint | Sprint | Jaktstart | Jaktstart | Masstart | Masstart |
| Säsong  | Poäng  | Plac.  | Poäng   | Plac.   | Poäng  | Plac.  | Poäng     | Plac.     | Poäng    | Plac.    |
| ------- | ------ | ------ | ------- | ------- | ------ | ------ | --------- | --------- | -------- | -------- |
| 2020/21 | –      | –      | –       | –       | –      | –      | –         | –         | –        | –        |
| 2022/23 | 29     | 66:a   | –       | –       | 8      | 68:a   | 21        | 52:a      | –        | –        |
| 2023/24 | 19     | 77:a   | –       | –       | 14     | 66:a   | 5         | 74:a      | –        | –        |

Nytt poängsystem fr.o.m. säsongen 2022/2023.